# Nordwestliche Zwergbeutelratte
Die Nordwestliche Zwergbeutelratte (Marmosa germana) ist ein Säugetier aus der Familie der Beutelratten (Didelphidae), das im nordwestlichen Amazonasbecken verbreitet ist und im Südosten von Kolumbien, im östlichen Tiefland von Ecuador und im nordöstlichen Peru (Region Loreto) nördlich des Río Marañón verbreitet ist.

## Merkmale
Männchen erreichen eine Kopf-Rumpf-Länge von 18,5 bis 20,5 cm, eine Schwanzlänge von 25,5 bis 28,2 cm sowie ein Gewicht von 84 bis 150 g. Weibchen bleiben mit einer Kopf-Rumpf-Länge von 15,5 bis 18,5 cm, einer Schwanzlänge von 22,5 bis 27 cm sowie einem Gewicht von 75 bis 95 g deutlich kleiner. Die Nordwestliche Zwergbeutelratte ist damit eine der größten Zwergbeutelrattenarten. Die Hinterfußlänge liegt bei 25 bis 32 mm, die Länge der Ohren beträgt 24 bis 26 mm. Oldfield Thomas, der Autor der Erstbeschreibung, beschreibt das Fell dieser Zwergbeutelratte als deutlich brauner als das ihrer Verwandten, die oft ein graubraunes Fell haben. An Kehle, Brust und Bauch ist das Fell grau. Die ersten 3 oder mehr cm des Schwanzes sind mit etwa 10 mm langen Haaren bedeckt, der Rest ist haarlos. Der unbehaarte Bereich des Schwanzes ist dunkelbraun. Die Oberseite der Hinterfüße sind mit kurzen hellen Haaren bedeckt; bei den Vorderfüßen sind diese Haare dunkel und nur am Ende der Finger hell. Die Schädel ist groß, die Schnauze breit. Die Jochbögen sind weit.

## Lebensraum
Die Nordwestliche Zwergbeutelratte kommt in immergrünen, tropischen Tieflandregenwäldern und älteren Sekundärwäldern vor. Dabei handelt es sich teilweise um Wälder, die auf reinen Sandböden wachsen. Die Zwergbeutelrattenart kommt dort teilweise mit anderen Zwergbeutelrattenarten vor. Dabei handelt es sich um Marmosa jansae, die Rote Zwergbeutelratte (M. rubra), die Waterhouse-Zwergbeutelratte (M. waterhousei), die Nacktschwänzige Wollige Zwergbeutelratte (M. rutteri) und die Fuchsrote Zwergbeutelratte (M. lepida).

## Systematik
Die Nordwestliche Zwergbeutelratte wurde 1904 durch den britischen Zoologen Oldfield Thomas erstmals wissenschaftlich beschrieben. Die Art gehört innerhalb der Zwergbeutelratten zur Untergattung Micoureus und ist die Schwesterart einer von den mittelamerikanischen Micoureus-Arten (M. adleri, M. alstoni und M. nicaraguae) gebildeten Klade.

## Belege
1. 1 2 3  Robert S. Voss und Thomas C. Giarla: A Revision of the Didelphid Marsupial Genus Marmosa Part 3. A New Species from Western Amazonia, with Redescriptions of M. perplexa Anthony, 1922, and M. germana Thomas, 1904. American Museum Novitates, 2021(3969):1-28 (2021). doi: 10.1206/3969.1. S. 18–20.
2. ↑  Thomas, O. 1904. Two new mammals from South America. Annals and Magazine of Natural History (Band 7) 13: 142–144.